# Sojusz dla Przyszłości Kosowa
Sojusz dla Przyszłości Kosowa (alb. Aleanca për Ardhmërinë e Kosovës, AAK) – kosowska konserwatywna partia polityczna.
Partia powstała 29 kwietnia 2001. Jej przywódcą jest Ramush Haradinaj, który w latach 2004–2005 stał na czele rządu Kosowa. Także jego następcy: Bajram Kosumi i Agim Çeku byli członkami AAK. W wyborach parlamentarnych 2007 partia zdobyła 9,6% głosów i uzyskała 10 mandatów. Przewodniczącym klubu parlamentarnego AAK został Ardian Gjini. W wyborach lokalnych, przeprowadzonych w listopadzie 2007 partia zdobyła władzę w trzech okręgach zachodniego Kosowa: Peja, Gjakova i Dečani.
W wyborach parlamentarnych 2010 AAK uzyskała 10,8% oddanych głosów, wprowadzając 12 deputowanych do parlamentu Kosowa. Kolejne wybory w 2014 przyniosły spadek popularności partii 9,54% głosów i 11 mandatów w parlamencie.
W skład obecnych władz partii, poza jej przewodniczącym wchodzą: Ahmet Isufi, Naim Maloku i Bajram Kosumi jako wiceprzewodniczący. Funkcję sekretarza generalnego pełni Jonuz Salihaj, a sekretarza organizacyjnego – Ibrahim Selmanaj.